# Dilophus peruensis
Dilophus peruensis är en tvåvingeart som först beskrevs av Hardy 1948.  Dilophus peruensis ingår i släktet Dilophus och familjen hårmyggor.
Artens utbredningsområde är Peru. Inga underarter finns listade i Catalogue of Life.